# Пшитикі
Пшитикі (пол. Przytyki) — село в Польщі, у гміні Ходель Опольського повіту Люблінського воєводства.
Населення — 108 осіб (2011).

## Демографія
Демографічна структура станом на 31 березня 2011 року:
|          | Загалом | Допрацездатний вік | Працездатний вік | Постпрацездатний вік |
| -------- | ------- | ------------------ | ---------------- | -------------------- |
| Чоловіки | 55      | 18                 | 32               | 5                    |
| Жінки    | 53      | 14                 | 25               | 14                   |
| Разом    | 108     | 32                 | 57               | 19                   |